# Pełna obaw
Pełna obaw – czwarta płyta Kasi Kowalskiej. Premiera miała miejsce 8 czerwca 1998 roku. Reedycja została wydana 8 listopada 1999, z singlem To, co może przyjść.
8 listopada 1999 roku została wydana specjalna, dwupłytowa wersja albumu, wzbogacona dodatkowo o pięć utworów; które wcześniej w większości wydane były tylko na singlach: A to, co mam…, Straciłam swój rozsądek, Chcę znać swój grzech, Ave Maria oraz premierowy To, co może przyjść.
Album zawiera krótki, ukryty utwór wykonywany przez Ryszarda Sygitowicza oddzielony od ostatniej ścieżki (Wyrzuć ten gniew) chwilą ciszy, mówiący o Kasi Kowalskiej jako „problemie pewnego kochasia”.
Wydawnictwo uzyskało status złotej płyty.

## Lista utworów
1. „Jeśli blask Twój zwiódł” (muz. J. Chilkiewicz, W. Kuzyk, K. Kowalska, sł. K. Kowalska) – 4:34
2. „To żal, że żyjesz” (muz. P. Nalepa, K. Kowalska, sł. K. Kowalska) – 4:45
3. „Co może przynieść nowy dzień” (muz. J. Chilkiewicz, K. Kowalska, sł. K. Kowalska) – 4:47
4. „Oto życia smak” (muz. R. Sygitowicz, sł. K. Kowalska) – 3:16
5. „Pełni obaw” (muz. P. Nalepa, sł. K. Kowalska) – 5:23
6. „Możesz zdobyć wszystko” (muz. P. Nalepa, K. Kowalska, sł. K. Kowalska) – 4:02
7. „Jak dawniej nie będzie” (muz. R. Sygitowicz, sł. K. Kowalska) – 4:44
8. „Wyczerpana” (muz. J. Chilkiewicz, K. Kowalska, sł. K. Kowalska) – 4:24
9. „Zbyt mało wiesz” (muz. R. Sygitowicz, K. Kowalska, sł. K. Kowalska) – 3:57
10. „Cofnij czas” (muz. J. Chilkiewicz, K. Kowalska, sł. K. Kowalska) – 5:19
11. „Jesteś odrobiną szczęścia” (muz. R. Sygitowicz, K. Kowalska, sł. K. Kowalska) – 4:30
12. „Wyrzuć ten gniew” (muz. W. Kuzyk, K. Kowalska, sł. K. Kowalska) – 7:03

## Listy przebojów
| 1998 | Co może przynieść nowy dzień | 1  | 2  |
| 1998 | Wyrzuć ten gniew             | 18 | 5  |
| 1998 | Pełni obaw                   | 32 | 12 |
| 1998 | Jesteś odrobiną szczęścia    | 40 | -  |
| 1999 | To, co może przyjść          | 39 | 38 |

## Teledyski
Źródło.
- Co może przynieść nowy dzień (1998)
- Wyrzuć ten gniew (1998)

## Twórcy
Źródło.
- Kasia Kowalska – śpiew, producent muzyczny
- Sławomir Piwowar – klawisze
- Ryszard Sygitowicz – gitara elektryczna i akustyczna
- Adam Toczko (inżynier "oczko") – nagrania i mix
- Grzegorz Piwkowski – mastering
- Jarek "Chilek" Chilkiewicz – gitara elektryczna
- Maciej Bogusławski (asystent inż. "Oczko") – tamburyn, cabasa
- Piotr Urbanek – bas
- Krzysztof Patocki – perkusja
- Piotr Nalepa – gitara elektryczna

Personel
- Nagrań dokonano w Studio Buffo (marzec-maj '98), wokale i klawisze nagrano w domu (kwiecień-maj '98)
- Realizacja wokali – Kasia Kowalska
- Edycja wokali – Jarosław Regulski
- Realizacja klawiszy – Staszek Bokowy
- Producent – PolyGram Polska
- Projekt okładki – VanArt
- Zdjęcia – Hanna Prus, Marek Staszewski
- Stylizacja – Ewa Żak, Leo Lazzi
- Zdjęcia pustyni – Bulls, Linde Waidhofer